# Giovanni Battista Antonelli (1858-1944)
Giovanni Battista Antonelli (San Miniato, 17 settembre 1858 – Cassano Spinola, 12 maggio 1944) è stato un ingegnere ed economista italiano.

Per la sua attività di ingegnere, oltre ai progetti per l'ampliamento del porto di Genova, viene ricordato per la costruzione dell'albergo Gambrinus di Firenze, dei magazzini di Genova e dei sili di La Spezia e Napoli .
Come economista, la sua opera più conosciuta è Sulla teoria matematica dell'economia politica del 1886, ristampata nel 1951 nel Giornale degli economisti, nella quale arrivò a risultati eccellenti sullo scambio istantaneo , che formulò per primo , superando per molti aspetti le analoghe tesi del francese Léon Walras e del britannico William Stanley Jevons, mentre Vilfredo Pareto, che non ne ebbe notizia, arrivò indipendentemente a risultati più elaborati .

## Biografia
"Giovanni Battista Antonelli ebbe i natali a San Miniato di Pisa il 17 settembre 1858, da una distinta famiglia di origine corsa; si laureò con molto onore in matematica a Pisa dopo una carriera scolastica eccezionalmente brillante anche nelle scuole medie; fu "normalista" alla Scuola normale superiore di Pisa, dove nel 1884 sostenne a pieni voti l'esame di abilitazione e fu anzi durante questo periodo che meditò e pubblicò la sua memoria fondamentale. Fu quindi allievo di Ingegneria al Politecnico di Milano donde ne usci, pure con le massime votazioni, ingegnere nel 1888. Non entrò però nell'insegnamento ufficiale come gli elevati titoli accademici conferitigli gli davano diritto e potevano far supporre, giacché non volle mai accedere ad impieghi pubblici ma preferì invece operare, libero professionista, in piena azione di costruttore.
Ingegnere industriale di larghe vedute, concepì vari progetti che ancora oggi i tecnici affermano arditi e geniali, spesso per puro studio essendo mancate ad imprese e enti le possibilità di realizzazioni: così quello del grande aeroporto di Genova. Tra le sue realizzazioni-esecuzioni vanno ricordate: la costruzione del Gambrinus a Firenze, la cooperazione allo sventramento del centro fiorentino, i magazzini generali del porto di Genova, la banchina del porto di Monaco (Principato), i silos per il petrolio di Spezia e Napoli.
Numerose (oltre quaranta) sono le sue pubblicazioni su riviste prevalentemente tecniche in Italia e all'estero, le quali vertono su problemi di Ingegneria, specie attinenti alla navigazione, ai porti, alle comunicazioni. Videro la luce a partire dal 1882 fino al 1941, tre anni avanti la morte avvenuta il 12 Maggio 1944 in un paese del Tortonese, Cassano Spinola, ove l'Antonelli si era rifugiato durante la guerra avendo perduto, in seguito a bombardamento, la casa di Genova, disponendo che la sua salma fosse "sepolta nel campo comune donde non venga tolta prima che, a parere dei miei figli, non rifioriscano le sorti della Patria"."

## Pensiero
"Pubblicazioni strettamente teoriche dell'Antonelli ne esistono due sole. Una è il lavoro dal titolo "Nota sulle relazioni indipendenti tra le coordinate di una forma fondamentale in uno spazio di quante si vogliono dimensioni e sulla forma normale di una funzione omogenea di essa". Fu pubblicata negli "Annali della Scuola normale superiore, Sezione scienze fisiche e matematiche", vol. ||| (1883), pp. 69-77. L'altro lavoro teorico è la memoria "Sulla teoria matematica dell'Economia politica" , Pisa, Tipografia del "Folchetto"  1886, pp. 31, che l'autore stampò per proprio conto in circolazione privata [...] riedita dal "Giornale degli economisti".
[...] Che la antonelliana Teoria matematica dell'Economia politica costituisca, nel tempo, la formulazione matematica più perfetta del problema generale dello scambio istantaneo, anzi sia addirittura, sotto questo aspetto, la prima in ragione di priorità [...]."

## Pubblicazioni
- Sulla teoria matematica della economia politica, Pisa, Tipografia Del Folchetto, 1886.
- Sui Sistemi articolati, Pisa, Tipografia Del Folchetto, 1887.
- Progetto di ampliamento del Porto di Genova e dei relativi impianti, Genova, Tiografia. Istituto Sordomuti, 1900.
- Proposta di una galleria sottomarina fra il molo vecchio ed il Ponte Biagio Assareto, Genova, Tipografia Istituto Sordomuti, 1900.
- I porti concorrenti di Genova : Relazione letta al palazzo ducale nella pubblica adunanza del 14 aprile 1901, Genova, Tipografia Istituto Sordomuti, 1901.
- Ferrovia economica Genova-Piacenza : Schema del progetto, Genova, Tipografia Narcisi e C., 1917
- Dell'ampliamento del porto di Genova, Genova, Tipografia Narcisi e C., 1917.
- Porto ai bottenighi nella laguna di Venezia, Genova, Tipografia Narcisi e C., 1917
- Proposta di allacciamento ferroviario delle nuove calate del Porto di Genova coi valichi ferroviari, Genova-Sestri P., Stab. Ital. Arti Grafiche, 1925.
- L'ammortamento obbligatorio del capitale, Genova, Stab. Ital. Arti Grafiche, 1935.